# Batalla de la Quebrada El Billar
La Batalla de la quebrada El Billar fue un ataque de las Fuerzas Armadas Revolucionarias de Colombia - Ejército del Pueblo (FARC-EP) el 1 de marzo de 1998 en el departamento colombiano de Caquetá, previo a las elecciones legislativas y presidenciales de 1998. El batallón de contraguerrillas n.º 52 de la Brigada Móvil n.º 3 del Ejército Nacional de Colombia, conformado por 153 hombres, fue el encargado de combatir a los frentes 14, 15 y 49 y a la columna móvil Teófilo Forero de las FARC-EP por tres días. El resultado del ataque fueron 64 soldados muertos, 19 heridos y 43 secuestrados. Fue el mayor revés militar sufrido por el gobierno de Colombia en la guerra contra las FARC-EP (1964-2016).

## Desarrollo del ataque
El jueves 26 de febrero, el comando de la Brigada Móvil n.º 3 del Ejército Nacional, que operaba en el medio y bajo Caguán, recibió información sobre desplazamientos de las FARC-EP en la zona. La información indicaba que la guerrilla intentaría tomarse Cartagena del Chairá (Caquetá), lugar donde se habían dado las liberaciones de los 60 soldados secuestrados en la toma de la base militar de Las Delicias (Putumayo) en junio de 1997. Los comandantes de la Brigada Móvil dispusieron un operativo militar para impedir la llegada de cerca de 1000 guerrilleros al pueblo y destacaron al batallón de contraguerrillas No 52 al mando del Mayor John Jairo Aguilar para hacerles frente. El Batallón estaba conformado por 300 hombres, pero pocos días antes 150 soldados tomaron un permiso y no fueron reemplazados, por lo que solo fueron movilizados 153 uniformados al área de operaciones. Según informantes del Ejército entre los subversivos que se movían hacia Cartagena del Chairá se encontraban tres comandantes pertenecientes al Secretariado de las FARC-EP consideradas como las tres principales cabezas de la organización subversiva.: Manuel Marulanda (El comandante máximo y considerado el guerrillero más antiguo del país y de América Latina), Raúl Reyes (Considerado el vocero político internacional del grupo) y el Mono Jojoy (Considerado el líder militar de la organización)   
Entre el sábado 28 de febrero y el domingo 1 de marzo, muy cerca de la quebrada de El Billar en el bajo Caguán en jurisdicción de Cartagena del Chairá (Caquetá), se dieron los primeros enfrentamientos. Los guerrilleros informados por infiltrados de los movimientos de las tropas oficiales, dispusieron de sus fuerzas en anillos concéntricos y abrieron los dos primeros círculos, dando paso libre a las tropas del  Ejército Nacional para luego cercarlas y atacarlos por los flancos. Los militares creyeron tener rodeado en el caño El Billar (Caquetá) al principal jefe militar de la guerrilla y esperaban solo el contacto con los insurgentes para dar el golpe de mano. Pero el batallón 52 de la fuerza contraguerrilla fue el que se vio rodeado por cerca de 1000 hombres de los Bloque Sur y Oriental de las FARC-EP, bajo el mando del mismo Manuel Marulanda, del Mono Jojoy y Joaquín Gómez.
La selva delimitada al occidente y al norte por la Quebrada El Billar, al oriente por una jungla tachonada de algunos claros (el mayor de unos 500 metros),y al sur por el río Caguán. Las tropas al mando del Mayor John Jairo Aguilar se hallaban agrupadas en tres compañías, concentradas en un área no mayor a 200 metros, junto a una casa y cerca al inmenso claro en la selva de medio kilómetro de longitud. No obstante que los primeros combates se dieron el 1 de marzo, no se percataron del peligro que tenían encima y permanecieron en la misma zona de los enfrentamientos durante 36 horas. 
Esto les permitió a los guerrilleros ubicarlos más fácilmente, mientras terminaban de alistar su dispositivo: colocaron emboscadas a la entrada y salida del claro en la selva para poder controlar las vías de escape, ubicaron morteros en una elevación del terreno que daba sobre la casa ocupada por las tropas, y movieron grupos con ametralladoras por el norte y el oriente para terminar de cerrar el cerco. Los uniformados en ese momento no solo se hallaban en desventaja numérica frente a los insurgentes, sino que carecían de la información de inteligencia, el armamento y la dotación necesarias: no fueron rastreadas las comunicaciones de la guerrilla, evitando la necesaria recolección de información; faltaban las cartas geográficas del área de operaciones; los soldados carecían de granadas de fusil ni tenían munición básica y de reserva suficiente (280 cartuchos por fusil); por último y lo que resultaría decisivo, hicieron falta las granadas de humo y las bengalas de auxilio, lo que impidió la llegada de apoyo aéreo, pues existía el riesgo en medio de la confusión de los combates de atacar a las fuerzas propias.
El 2 de marzo a las 4:30 de la tarde se desencadenaron los feroces combates cuando una patrulla de reconocimiento y un grupo de avanzada de las FARC-EP, chocaron a 300 metros de la casa ocupada por el Batallón No 52. Los guerrilleros se lanzaron entonces al asalto en una maniobra de envolvimiento sobre los hombres del Ejército, apoyados en el fuego de morteros, granadas hechizas, ametralladoras y fusiles. Las fuerzas gubernamentales trataron de avanzar hacia campo abierto, pero concentradas en una pequeña área sufrieron importantes bajas, y desconcertadas por el ataque, perdieron la unidad de mando y se dispersaron en varias direcciones. Pero sin poder coordinar las distintas unidades, el apoyo de fuego aéreo fue imposible de conducir. Solo la presencia en la noche del avión fantasma evitó nuevos ataques de la insurgencia, que interrumpió el fuego para no ser detectada. No obstante, la situación general de la tropa no cambio, las compañías siguieron desconectadas, y más bien estuvieron a punto de enfrentarse entre ellas en más de una ocasión, al carecer de brazaletes que los identificaran.
Dieseis horas después del asalto inicial (el 3 de marzo), reagrupados cerca de 80 soldados, el Mayor Aguilar buscó contactar con los refuerzos, y condujo las tropas al claro en la selva pensando que las FARC-EP se habrían retirado ya de la zona. Pero el área estaba en manos de los insurgentes. Estos apretaron el cerco y allí liquidaron a buena parte de la columna bajo un intenso fuego de fusiles, ametralladoras y lanzagranadas de 40 mm, matando y capturando decenas de soldados. El resto de los hombres dispersos o heridos, entre ellos el Mayor Aguilar con 7 soldados y un radio, logró zafarse del bloqueo en medio de los duros combates y los bombardeos de la aviación. Otro grupo de 25 soldados y un suboficial, separados del resto de la tropa desde el principio de los combates, fueron conducidos por el sargento José Ricardo Marulanda a Peñas Coloradas, a 12 km del sitio de los combates, tratando de escapar de los guerrilleros. Sin embargo, una vez entraron en la población se vieron rodeados por cientos de miembros de las FARC-EP. Gracias a la mediación de los habitantes del lugar, no fueron masacrados, pero se rindieron a los insurgentes que los tomaron "Prisioneros de guerra".

### Reacción de la Fuerza Pública
Los enfrentamientos se prolongaron por tres días, dando como resultado 63 soldados muertos, 43 secuestrados y el resto dispersados o heridos. Por añadidura 95 fusiles, 6 ametralladoras, 44.000 cartuchos para fusil, 710 granadas, 259 uniformes camuflados y 153 equipos de campaña quedaron en manos de las FARC-EP.  
Por culpa del mal tiempo en la zona y por la descoordinación del Batallón 52, no hubo apoyo aéreo, ni fue posible para la fuerza pública colombiana enviar refuerzos oportunos. Una flotilla de aviones OV-10 Bronco, A-37 y de helicópteros artillados Black Hawk bombardeó la zona, intentando abrirle paso hasta el área de los combates a importantes fuerzas movilizadas por tierra pertenecientes a la brigada XII adscrita a Florencia, Caquetá. En ese ataque cayeron la mayoría de los guerrilleros muertos y heridos en la operación militar, más 4 campesinos que fallecieron al caer una bomba sobre su casa. Las FARC-EP contraatacaron y tres aeronaves fueron impactadas, sin embargo los pilotos lograron regresar a sus bases, con excepción de un soldado, Wilson Chaverra quien murió al recibir un impacto en el tórax. Los monitoreos radiales del Ejército Nacional indicaron que los jefes guerrilleros Manuel Marulanda y Mono Jojoy seguían en la zona dirigiendo la ofensiva. El 5 de marzo cesaron los enfrentamientos con un saldo desastroso para el Ejército Nacional.

## Operación Jaque
Durante la Operación Jaque, fueron rescatados el Cabo primero José Miguel Arteaga, el Teniente Juan Carlos Bermeo, y el Sargento José Ricardo Marulanda, los cuales fueron secuestrados por las FARC-EP en la Toma a El Billar. Los militares fueron rescatados junto a otros secuestrados entre los que sobresalía la excandidata presidencial Íngrid Betancourt.

## Responsables
Entre los capturados por autoría, El DAS y Ejército detuvieron a Rusbel Martínez Gómez, alias 'Nicanor' o 'Leonardo' en la Clínica de Traumatología de Ibagué (Tolima), sindicado de ser el tercer jefe del Frente 31 de las FARC-EP y uno de los más buscados del país. Según inteligencia, trabajaba para 'Romaña' y el 'Mono Jojoy'.